# Birlinghoven
Birlinghoven is een stadsdistrict van de stad Sankt Augustin in Noordrijn-Westfalen in het Rhein-Sieg-Kreis met 2049 inwoners. De districtsburgemeester is Heike Borowski.

## Ligging

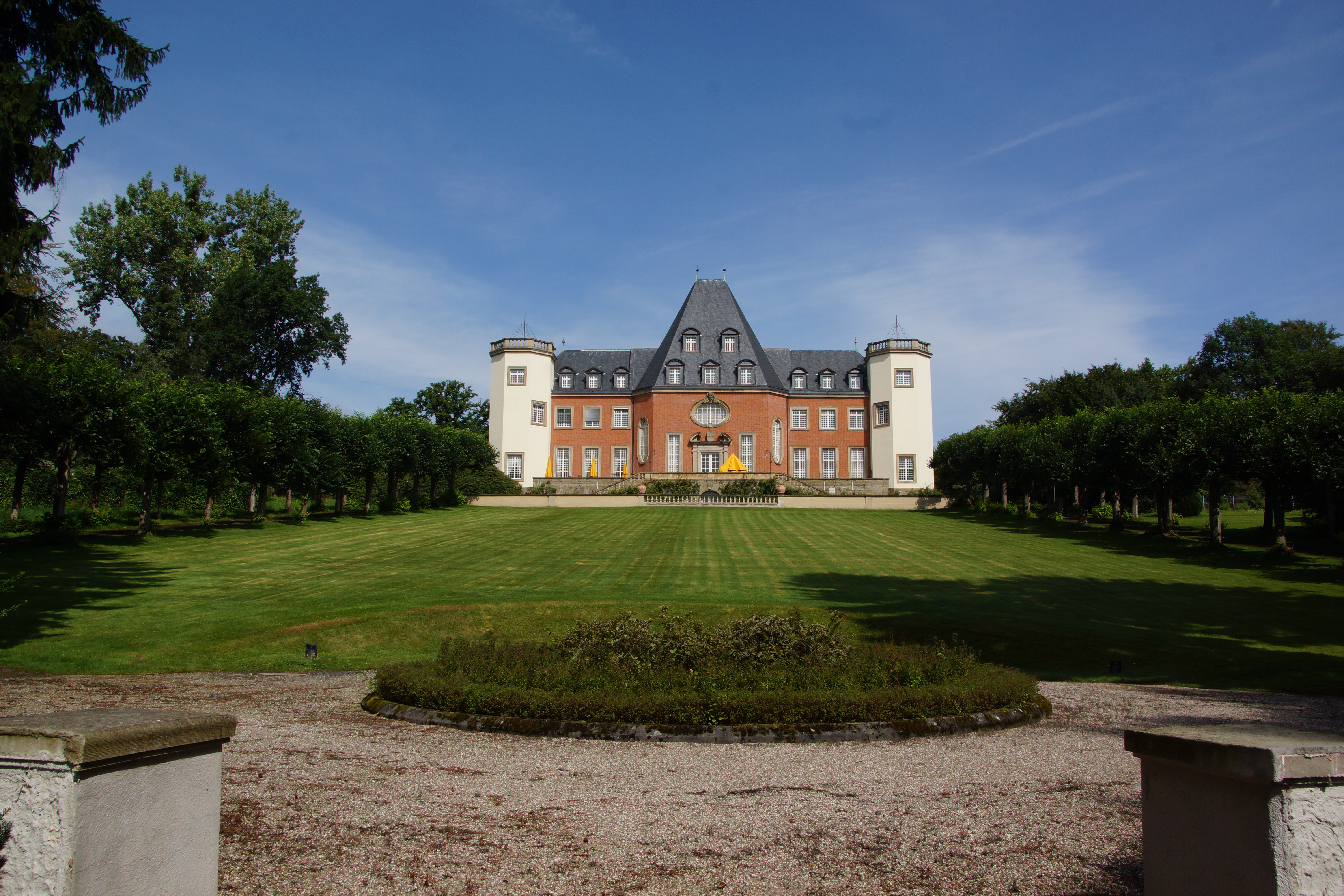
Slot van Birlinghoven

Birlinghoven ligt in het zuidoosten van het grondgebied van Sankt Augustin, op ongeveer 4 km van het centrum van de stad. Wat de natuur betreft, kan men opmerken dat het gebied richting het zuiden stijgt, dat is deel van het zogenaamde Pleiser Hügelland. Als je naar het noordoosten gaat, dan daal je en kom je terecht in het dal van de Pleisbach, een rivier die uitkomt in de Lauterbach die wel door Birlinghoven stroomt. De totale bebouwing in het district omvat hoogtes van 75 tot 110 m boven de zeespiegel.
De Bundesautobahn 3 loopt samen met de spoorlijn Keulen - Frankfurt ten oosten van het district. De dichtstbijzijnde plaatsen (binnen 1 km) zijn Schmerbroich (Sankt-Augustin) in het noorden, Dambroich (Hennef) aan de andere kant van de autosnelweg in het oosten en Rauschendorf (Königswinter) op slechts 500 m afstand in het zuiden. Het gebied dat ten westen van het district ligt, noemt met het Birlinghovener Wald dat de hele tijd in hoogte stijgt tot aan de stadsgrens van Bonn (Stadtbezirk Beuel).

## Geschiedenis
Op de vlakte van het huidige Birlinghoven werden er al sporen van migratie gevonden die dateren uit de oude Steentijd volgens archeologische vondsten. Vermoedelijk zijn ook de Neanderthalers met het gebied in aanraking gekomen. Bij de bouw van een waterbekken op het terrein van het slot van Birlinghoven in het begin van de 20ste eeuw vond men een graf terug van 500 v. Chr. dat goed bewaarde juwelen van brons en barnsteen bevatte. Normaal gezien werden de doden in deze tijd gecremeerd en gingen hun overblijfselen in een urne hoewel het lichaam, dat vermoedelijk van een vrouw was, helemaal intact begraven was. De gevonden voorwerpen uit het graf worden vandaag in het LVR-LandesMuseum Bonn weergegeven.
De aanwezigheid van de Kelten in het dal van de Sieg wordt bevestigd door namen zoals Sigena (Sieg) of Pleyse (Pleisbach) en door plaatsnamen met de uitgangen -lar en -mar, die vandaag nog steeds bestaan. Destijds kon ook Birlinghoven door de Kelten bewoond geweest zijn. Pas na de verdringing van de Kelten door de Franken kwamen er nederzettingen in het dal van de Sieg. Zo ontstond er in de 7de/8ste bij de zogenaamde "sächsische Landnahme" (Saksische landinname) ook Birlinghoven. De uitgang hoven slaat terug op het woord "hof" en gaat daarna weer terug op het woord "(paarden)hoef" (huf). Een "hof" was groot en had een akkergebied voor een paard (40 à 60 morgen). Ook in Birlinghoven was er zo'n "hof" waarrond steeds meer en meer boeren zich vestigden. Hier was het het hof van Berteling.
De ondertussen tot nederzetting uitgegroeide "hof" werd in 1117 voor het eerst beschreven onder de naam "Bertelinghoven". De naam kan vertaald worden als volgt: "als bij de hoven van Bertelo". Aartsbisschop Frederik I van Schwarzenburg overhandigde toen het leenmanschap van Weldenesberg, Rauschendorf en Bertelinghoven aan de abdij van Michaëlsberg. Vanaf dan vormden deze plaatsen een gezamenlijk complex met Birlinghoven als middelpunt. Sinds het einde van de veertiende eeuw kwam de burcht van Birlinghoven in het bezit van de familie Merode en werd ze omgedoopt tot het slot van Merode. In het jaar 1858 werd het domein een havezate en bestond het uit een burcht, een molen, een visserij en een jachthuis. In het jaar 1408 haalde de proost van St. Cassius in Bonn zogenaamde tienden (soort belasting) op in Birlinghoven. Vanaf het jaar 1555 vormde Birlinghoven een "Honnschaft" uit de parochie van Stieldorf in Blankenberg in Berg. Het klooster Merten had daar een hof. De belangrijkste handelsactiviteiten voor de inwoners van Birlinghoven waren de vlasteelt en de linnenweverij. De burcht van Birlinghoven werd vermoedelijk bij de Franse bezetting in het begin van de negentiende eeuw bijna volledig verwoest.
Van 1806 tot 1813 behoorte Birlinghoven tot het kanton Hennef in het groothertogdom Berg en vormde een van de 31 gemeenten in het kanton.

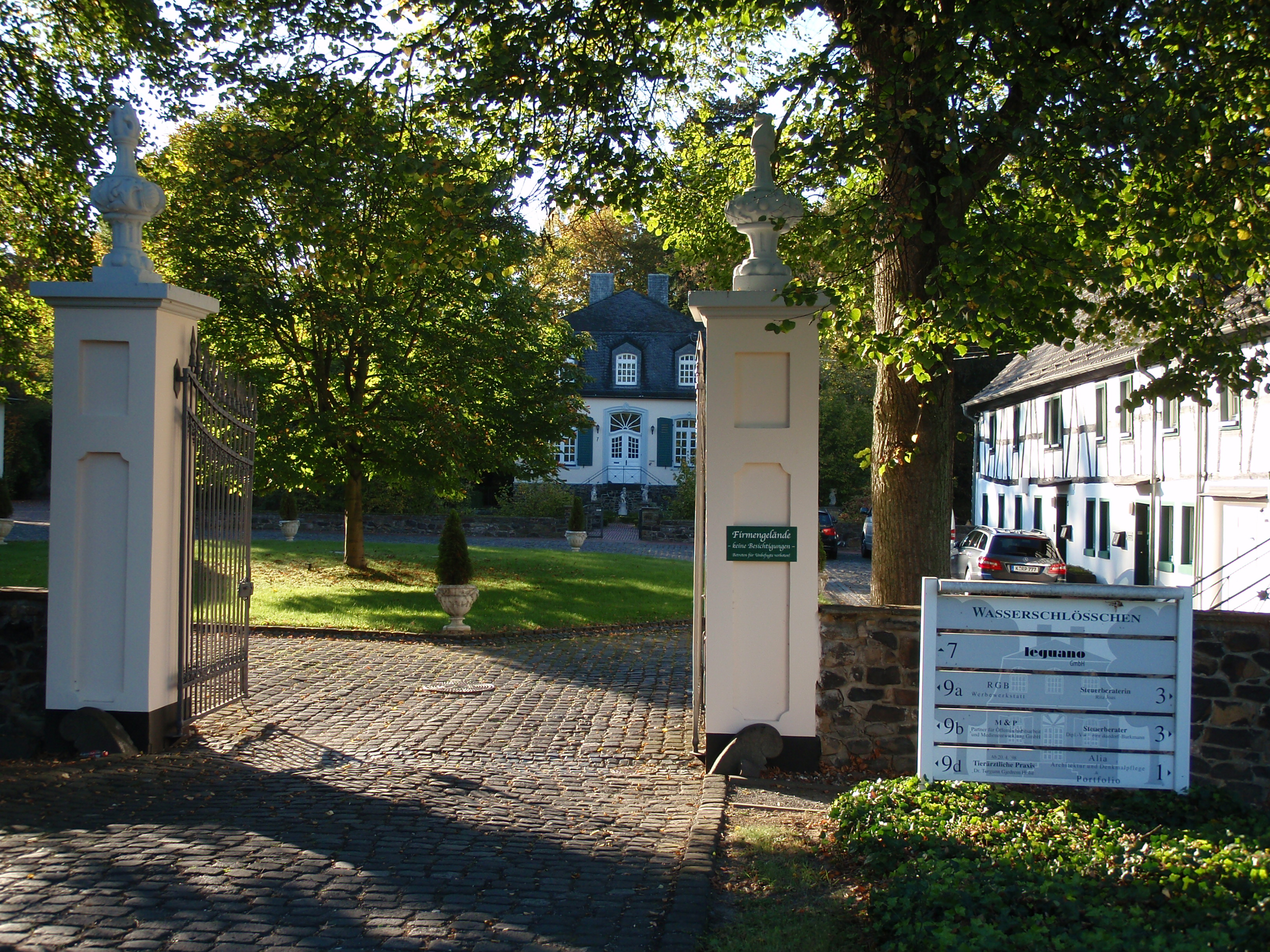
Ingang naar het Wasserschlösschen

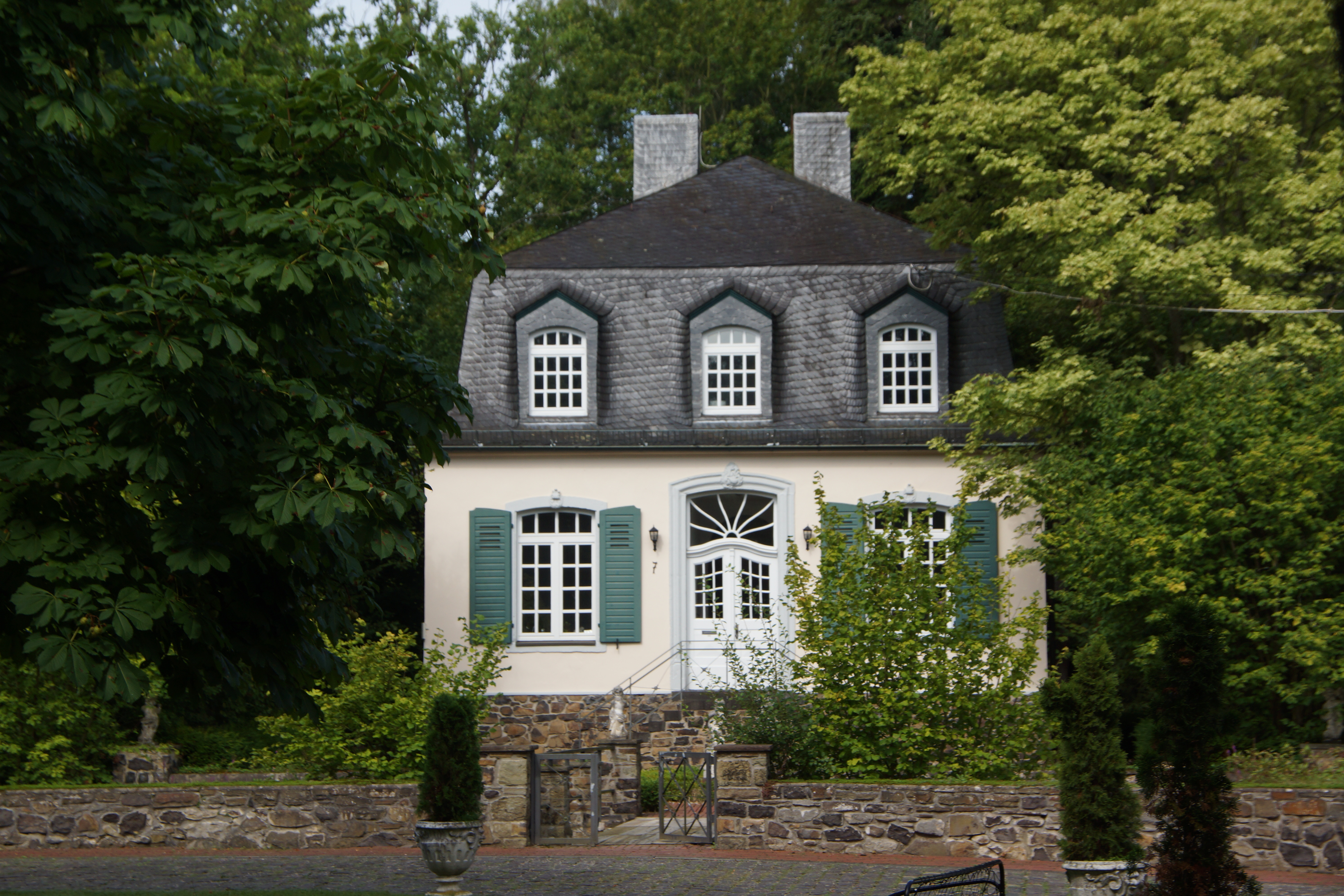
Wasserschlösschen

Sinds de invoering van de Pruisische wet in 1815/1816 behoorde Birlinghoven tot de gemeente Stieldorf in de Bürgermeisterei Oberpleis. De Sankt Mariä Himmelfahrt-kapel werd in 1874 ingewijd. Op 1 mei 1890 werd het deel Niederpleis-Oberpleis van de Bröltalbahn in gebruik genomen waarvan Birlinghoven een stopplaats was. De handel van graan, kool, bouwmaterialen, enz. die over dat deel van het spoor ging werd hoofdzakelijk door de inwoners van Birlinghoven gedreven. De nieuwe spoorverbinding zorgde ervoor dat er veel gebouwd werd bij de eeuwwisseling. Geleidelijk aan ontwikkelde Birlinghoven zich door zijn centrale ligging tot de grootste nederzetting van de gemeente Stieldorf. Op de plek waar de burcht van Birlinghoven vroeger stond, liet de Keulse handelaar Theodor Damian Rautenstrauch tussen 1903 en 1905 het "Wasserschlösschen" (waterkasteeltje) bouwen als "Kavaliershaus". Het slot van Birlinghoven dat tussen 1901 en 1903 gebouwd is werd eveneens door Rautenstrauch gebouwd.
Na 1945 onderging de plaats een omvangrijke en een duurzame verandering: vroeger was het gebied eerder landelijk, maar omdat Bonn als de hoofdstad van de Bondsrepubliek Duitsland werd verkozen onderging de regio een grote verstedelijking. Bij de gemeentelijke herindeling in Noordrijn-Westfalen werd de gemeente Stieldorf naar aanleiding van de wet van Bonn op 1 augustus 1969 opgeheven. Birlinghoven werd deel van de nieuw opgerichte gemeente Sankt Augustin. Als alternatief werd er ook een opname in de gemeente Königswinter overwogen, waar het grootste deel van de inwoners van Birlinghoven tegen waren.

## Bezienswaardigheden

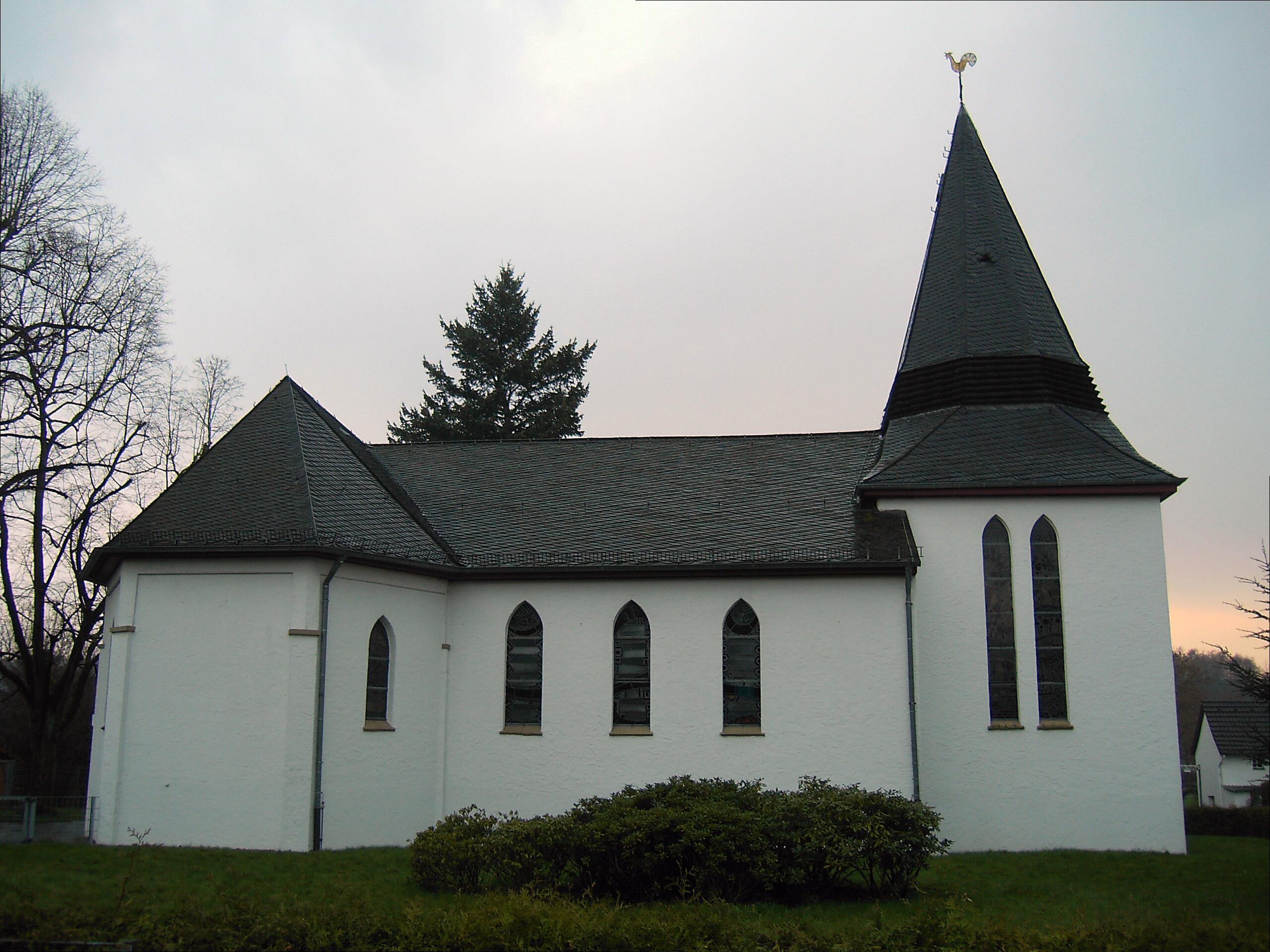
Achterkant van de Filalkirche St. Mariä Himmelfahrt

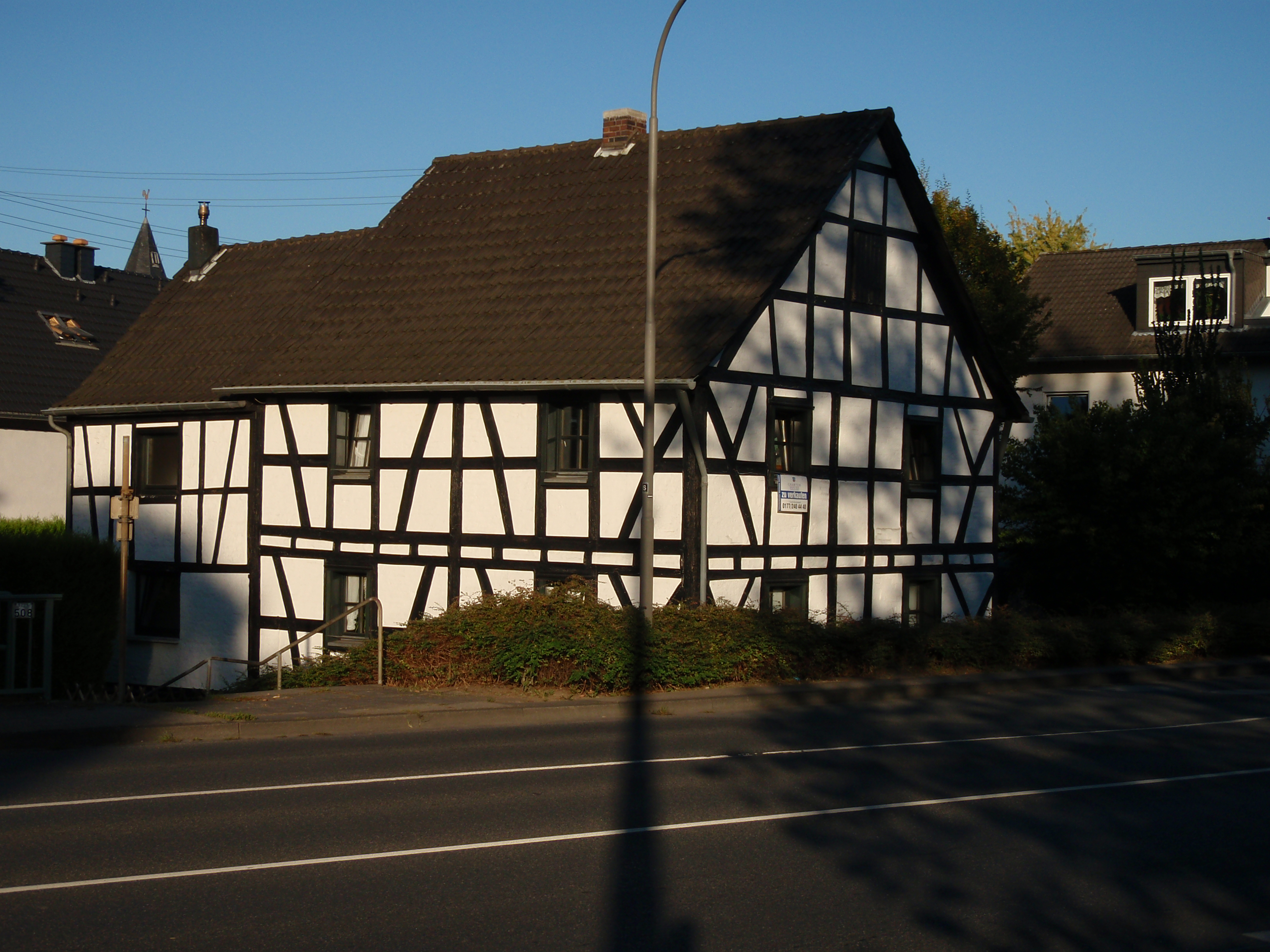
Vakwerkhuis An der Kirche 11

In het midden van het Birlinghovener Wald ligt het slot van Birlinghoven dat tussen 1900 en 1902 gebouwd is. Vandaag wordt het gebruikt als locatie voor meerdere onderzoeksinstituten van de Fraunhofer-Gesellschaft. Aan de westgrens van het district is er de waterburcht die tussen 1903 en 1905 gebouwd is met een uitgebreide tuin. Deze is cultureel erfgoed, net zoals delen van de kern van het district dat talrijke goed bewaarde en gerestaureerde vakwerkhuizen, alsook de Filialkirche St. Mariä Himmelfahrt die tussen 1871 en 1874 gebouwd is en in 1932 is afgewerkt.

## Economie en infrastructuur
Een belangrijk bedrijf in het district is Hennecke GmbH, een fabrikant van polyurethaanmachines die van 1975 tot 2007 tot Bayer AG behoorde. Sinds 1 januari 2008 is het eigendom van Adcuram Group, deze laatste heeft wereldwijd 400 werknemers en is gespecialiseerd in plastic.
De instituten van Fraunhofer en enkele kleine bedrijven die in het slot van Birlinghoven gevestigd zijn, zorgen ervoor dat er in Birlinghoven ongeveer evenveel werkgelegenheid is als er inwoners zijn.
Er is een sportterrein en een kleuterschool. In Birlinghoven vertrekt de L490 (Bonn-Oberkassel-Stieldorf-Birlinghoven) en de L143 loopt langs het district (Aegidienberg-Oberpleis-Sankt Augustin-Troisdorf).

## Activiteiten
- Jaarlijks vindt er in Birlinghoven het "Brunnenfest" plaats op de laatste zondag van de zomervakantie. Het Brunnenfest wordt door het mannenkoor 1872 Birlinghoven e.V. georganiseerd. Op de laatste zondag van de zomervakantie is er ook een kinder- en familiefeest dat door de burgervereniging Birlinghoven e.V. georganiseerd wordt.